# Hysterocarpus traskii
Hysterocarpus traskii ist ein Süßwasserfisch aus der Familie der Brandungsbarsche (Embiotocidae). Er lebt im Clear Lake, im Sacramento River und im San Joaquin River im Kalifornischen Längstal, sowie im Russian River und im Salinas River westlich des Kalifornischen Küstengebirges. Hysterocarpus traskii ist die einzige Art der Gattung Hysterocarpus. Der Gattungsname leitet sich vom griechischen „hystera“ für Uterus ab und verweist auf die Viviparie der Art. Das Art-Epitheton wurde zu Ehren von J.B. Trask vergeben, der die Typusexemplare fing und an den amerikanischen Naturforscher und Ichthyologen William P. Gibbons verschickte.

## Merkmale
Hysterocarpus traskii wird 15 cm lang. Die Art ist hochrückig und besitzt ein kleines, endständiges Maul. Ausgewachsene Tiere besitzen oft einen ausgeprägten Buckel zwischen Kopf und Rückenflosse. Die Färbung ist variabel. Für gewöhnlich ist der Rücken dunkel, oft mit einem purpurnen oder bläulichen Schimmer. Die Farbe der Unterseite kann weißlich oder gelblich sein. Die Flanken können mit schmalen oder breiten Querbändern gemustert oder ungebändert sein.
- Flossenformel: Dorsale XV–IXX/9–15, Anale III/20–26, Pectorale 17–19.
- Schuppenformel: SL 34–43.

## Lebensweise
Hysterocarpus traskii lebt über schlammigen oder kiesigen Böden in Seen und den Unterläufen von Flüssen und hält sich meist unter überhängenden Pflanzen oder zwischen Wasserpflanzen auf. Die Art geht nur selten in Brackwasser. Sie ernährt sich von Zooplankton und hartschaligen, bodenlebenden Wirbellosen. Wie alle Brandungsbarsche ist Hysterocarpus traskii lebendgebärend (vivipar). Das Sperma der Männchen wird durch modifizierte Afterflossenstrahlen übertragen. Die Paarungszeit reicht von Juli bis September. Die je nach Größe des Weibchens 22 bis 83 Jungfische werden von Mai bis Juni geboren.